# Tour cycliste féminin international de l'Ardèche 2021
La 19e édition du Tour cycliste féminin international de l'Ardèche a lieu du 8 au 14 septembre 2021. La course fait partie du calendrier UCI féminin en catégorie 2.1.
Arlenis Sierra remporte la première étape au sprint. Leah Thomas sort du groupe de tête le lendemain pour s'imposer. Ce groupe prend plus de cinq minutes sur le reste des concurrentes. Chloe Hosking gagne le sprint de la troisième étape. Ruth Winder s'impose seule avec plus deux minutes d'avance sur la quatrième étape. Marta Bastianelli prend le dessus sur ses compagnons d'échappée pour gagner le lendemain. Teniel Campbell devance au sprint l'échappée sur la sixième étape. Lucinda Brand remporte la dernière étape en solitaire. Au classement général, Leah Thomas s'impose devant Mavi Garcia et Ane Santesteban. Elle gagne aussi le classement par points. Pauliena Rooijakkers gagne les classements de la montagne et du combiné. Nicole Steigenga remporte celui des rushs. Henrietta Christie est la meilleure jeune et BikeExchange la meilleure équipe.

## Parcours
Le parcours est, comme à son habitude, très montagneux.

## Équipes
| UCI Women's WorldTeams (5)- Liv Racing - Team BikeExchange - Movistar Team - Trek-Segafredo - Alé BTC Ljubljana Équipes féminines continentales (12)- Tibco-Silicon Valley Bank - A.R. Monex - Massi Tactic - Stade Rochelais Charente-Maritime Women Cycling - Bingoal Casino-Chevalmeire - Doltcini-Van Eyck Sport-Proximus - BePink - Top Girls Fassa Bortolo - NXTG Racing - GT Krush Tunap - Farto-BTC - Sopela Women's Team Équipes féminines continentales (2)- Arkéa Pro Cycling Team - Lviv Cycling Team Équipe féminine amateur- Mat Atom Deweloper |
| |

## Étapes
| Étape     | Date     | Villes étapes                               | type              | Distance (km) | Vainqueur d'étape | Leader du classement général |
| --------- | -------- | ------------------------------------------- | ----------------- | ------------- | ----------------- | ---------------------------- |
| 1re étape | 8 sept.  | Aubenas – Barjac                            | étape vallonnée   | 111,95        | Arlenis Sierra    | Arlenis Sierra               |
| 2e étape  | 9 sept.  | Anneyron – Beauchastel                      | étape vallonnée   | 122,64        | Leah Thomas       | Leah Thomas                  |
| 3e étape  | 10 sept. | Avignon – Avignon                           | étape de plaine   | 133,858       | Chloe Hosking     | Leah Thomas                  |
| 4e étape  | 11 sept. | Aumont-Aubrac – mont Lozère                 | étape de montagne | 119,565       | Ruth Edwards      | Leah Thomas                  |
| 5e étape  | 12 sept. | Saint-Jean-en-Royans – Saint-Jean-en-Royans | étape vallonnée   | 113,5         | Marta Bastianelli | Leah Thomas                  |
| 6e étape  | 13 sept. | Anduze – Goudargues                         | étape vallonnée   | 138,52        | Teniel Campbell   | Leah Thomas                  |
| 7e étape  | 14 sept. | Le Pouzin – Privas                          | étape vallonnée   | 84,534        | Lucinda Brand     | Leah Thomas                  |

## Déroulement de la course

### 1reétape
Au départ d'Aubenas, cette étape de 111,95 km prend la direction de Barjac, en ligne sur 71 km, puis un circuit de 30 km autour de Barjac. Le parcours compte 3 sprints, à Balazuc, à Ruoms, et lors du premier passage sur la ligne d'arrivée, ainsi que 3 cols comptant pour le classement de la montagne : La Fontaine du Gade, et la montagne du Serre.
Au kilomètre trente, cinq échappées sortent. Il s'agit de : Katia Ragusa, Nicole Steigenga, Maketa Hajkova, Giorgia Vettorello et Marissa Baks. Leur avance atteint deux minutes. Dans la deuxième difficulté de la journée Hajkova est distancée. Le regroupement général a lieu au kilomètre soixante-neuf. L'étape se conclut au sprint. Arlenis Sierra se montre la plus véloce.
| \| Classement de l'étape \| Classement de l'étape \| Classement de l'étape \| Classement de l'étape \| Classement de l'étape \| \| Coureuse \| Coureuse \| Pays \| Équipe \| Temps \| \| --------------------- \| ------------------------ \| --------------------- \| -------------------------- \| --------------------- \| \| 1re \| Arlenis Sierra \| Cuba \| A.R. Monex Women's \| 3 h 10 min 02 s \| \| 2e \| Marta Bastianelli \| Italie \| Alé BTC Ljubljana \| + 0 s \| \| 3e \| Sheyla Gutiérrez \| Espagne \| Movistar Team \| + 0 s \| \| 4e \| Lizzie Deignan \| Royaume-Uni \| Trek-Segafredo \| + 0 s \| \| 5e \| Lauren Stephens \| États-Unis \| Tibco-Silicon Valley Bank \| + 0 s \| \| 6e \| Mieke Docx \| Belgique \| Doltcini-Van Eyck-Proximus \| + 0 s \| \| 7e \| Ruth Edwards \| États-Unis \| Trek-Segafredo \| + 0 s \| \| 8e \| Jeanne Korevaar \| Pays-Bas \| Liv Racing \| + 0 s \| \| 9e \| Lucie Jounier \| France \| Arkéa Pro Cycling Team \| + 0 s \| \| 10e \| Agnieszka Skalniak-Sójka \| Pologne \| Mat Atom Deweloper \| + 0 s \| |                          |             |                            |                 |
| |                          |             |                            |                 |
| |                          |             |                            |                 |
| Classement de l'étape |                          |             |                            |                 |
| Coureuse | Coureuse                 | Pays        | Équipe                     | Temps           |
| 1re | Arlenis Sierra           | Cuba        | A.R. Monex Women's         | 3 h 10 min 02 s |
| 2e | Marta Bastianelli        | Italie      | Alé BTC Ljubljana          | + 0 s           |
| 3e | Sheyla Gutiérrez         | Espagne     | Movistar Team              | + 0 s           |
| 4e | Lizzie Deignan           | Royaume-Uni | Trek-Segafredo             | + 0 s           |
| 5e | Lauren Stephens          | États-Unis  | Tibco-Silicon Valley Bank  | + 0 s           |
| 6e | Mieke Docx               | Belgique    | Doltcini-Van Eyck-Proximus | + 0 s           |
| 7e | Ruth Edwards             | États-Unis  | Trek-Segafredo             | + 0 s           |
| 8e | Jeanne Korevaar          | Pays-Bas    | Liv Racing                 | + 0 s           |
| 9e | Lucie Jounier            | France      | Arkéa Pro Cycling Team     | + 0 s           |
| 10e | Agnieszka Skalniak-Sójka | Pologne     | Mat Atom Deweloper         | + 0 s           |

| \| Classement général \| Classement général \| Classement général \| Classement général \| Classement général \| \| Coureuse \| Coureuse \| Pays \| Équipe \| Temps \| \| ------------------ \| ------------------------ \| ------------------ \| -------------------------- \| ------------------ \| \| 1re \| Arlenis Sierra \| Cuba \| A.R. Monex Women's \| 3 h 10 min 02 s \| \| 2e \| Marta Bastianelli \| Italie \| Alé BTC Ljubljana \| + 0 s \| \| 3e \| Sheyla Gutiérrez \| Espagne \| Movistar Team \| + 0 s \| \| 4e \| Lizzie Deignan \| Royaume-Uni \| Trek-Segafredo \| + 0 s \| \| 5e \| Lauren Stephens \| États-Unis \| Tibco-Silicon Valley Bank \| + 0 s \| \| 6e \| Mieke Docx \| Belgique \| Doltcini-Van Eyck-Proximus \| + 0 s \| \| 7e \| Ruth Edwards \| États-Unis \| Trek-Segafredo \| + 0 s \| \| 8e \| Jeanne Korevaar \| Pays-Bas \| Liv Racing \| + 0 s \| \| 9e \| Lucie Jounier \| France \| Arkéa Pro Cycling Team \| + 0 s \| \| 10e \| Agnieszka Skalniak-Sójka \| Pologne \| Mat Atom Deweloper \| + 0 s \| |                          |             |                            |                 |
| |                          |             |                            |                 |
| |                          |             |                            |                 |
| Classement général |                          |             |                            |                 |
| Coureuse | Coureuse                 | Pays        | Équipe                     | Temps           |
| 1re | Arlenis Sierra           | Cuba        | A.R. Monex Women's         | 3 h 10 min 02 s |
| 2e | Marta Bastianelli        | Italie      | Alé BTC Ljubljana          | + 0 s           |
| 3e | Sheyla Gutiérrez         | Espagne     | Movistar Team              | + 0 s           |
| 4e | Lizzie Deignan           | Royaume-Uni | Trek-Segafredo             | + 0 s           |
| 5e | Lauren Stephens          | États-Unis  | Tibco-Silicon Valley Bank  | + 0 s           |
| 6e | Mieke Docx               | Belgique    | Doltcini-Van Eyck-Proximus | + 0 s           |
| 7e | Ruth Edwards             | États-Unis  | Trek-Segafredo             | + 0 s           |
| 8e | Jeanne Korevaar          | Pays-Bas    | Liv Racing                 | + 0 s           |
| 9e | Lucie Jounier            | France      | Arkéa Pro Cycling Team     | + 0 s           |
| 10e | Agnieszka Skalniak-Sójka | Pologne     | Mat Atom Deweloper         | + 0 s           |

### 2eétape
Au départ d'Anneyron, le peloton prend la direction de Beauchastel, suivant la vallée du Rhône, via sa rive ardéchoise. 2 sprints et 5 cols jalonnent le parcours de 122,64 km.
Lucie Jounier attaque. Elle est suivie par Agnieszka Skalniak. Leur avantage atteint une minute trente. Dans la descente du deuxième mont, une chute a lieu dans le peloton, menant à la neutralisation de la course. Après celle-ci, un groupe de dix coureuses sort du peloton. Le peloton se reforme néanmoins au kilomètre soixante-dix-huit. Au kilomètre quatre-vingt-quatre, Leah Thomas profite de la montée pour placer une offensive. Elle emmène avec elle trois autres coureuses. La jonction avec la tête de course a lieu au kilomètre cent. À trois kilomètres de l'arrivée, Leah Thomas part seule et va s'imposer. Elle prend la tête du classement général. La onzième de l'étape pointe à plus de cinq minutes de la tête.
| \| Classement de l'étape \| Classement de l'étape \| Classement de l'étape \| Classement de l'étape \| Classement de l'étape \| \| Coureuse \| Coureuse \| Pays \| Équipe \| Temps \| \| --------------------- \| --------------------- \| --------------------- \| ------------------------- \| --------------------- \| \| 1re \| Leah Thomas \| États-Unis \| Movistar Team \| 3 h 24 min 44 s \| \| 2e \| Lizzie Deignan \| Royaume-Uni \| Trek-Segafredo \| + 9 s \| \| 3e \| Thalita de Jong \| Pays-Bas \| Bingoal-Chevalmeire \| + 9 s \| \| 4e \| Arlenis Sierra \| Cuba \| A.R. Monex Women's \| + 9 s \| \| 5e \| Ane Santesteban \| Espagne \| Team BikeExchange \| + 9 s \| \| 6e \| Mavi García \| Espagne \| Alé BTC Ljubljana \| + 9 s \| \| 7e \| Jeanne Korevaar \| Pays-Bas \| Liv Racing \| + 9 s \| \| 8e \| Veronica Ewers \| États-Unis \| Tibco-Silicon Valley Bank \| + 9 s \| \| 9e \| Špela Kern \| Slovénie \| Massi Tactic \| + 9 s \| \| 10e \| Pauliena Rooijakkers \| Pays-Bas \| Liv Racing \| + 9 s \| |                      |             |                           |                 |
| |                      |             |                           |                 |
| |                      |             |                           |                 |
| Classement de l'étape |                      |             |                           |                 |
| Coureuse | Coureuse             | Pays        | Équipe                    | Temps           |
| 1re | Leah Thomas          | États-Unis  | Movistar Team             | 3 h 24 min 44 s |
| 2e | Lizzie Deignan       | Royaume-Uni | Trek-Segafredo            | + 9 s           |
| 3e | Thalita de Jong      | Pays-Bas    | Bingoal-Chevalmeire       | + 9 s           |
| 4e | Arlenis Sierra       | Cuba        | A.R. Monex Women's        | + 9 s           |
| 5e | Ane Santesteban      | Espagne     | Team BikeExchange         | + 9 s           |
| 6e | Mavi García          | Espagne     | Alé BTC Ljubljana         | + 9 s           |
| 7e | Jeanne Korevaar      | Pays-Bas    | Liv Racing                | + 9 s           |
| 8e | Veronica Ewers       | États-Unis  | Tibco-Silicon Valley Bank | + 9 s           |
| 9e | Špela Kern           | Slovénie    | Massi Tactic              | + 9 s           |
| 10e | Pauliena Rooijakkers | Pays-Bas    | Liv Racing                | + 9 s           |

| \| Classement général \| Classement général \| Classement général \| Classement général \| Classement général \| \| Coureuse \| Coureuse \| Pays \| Équipe \| Temps \| \| ------------------ \| -------------------- \| ------------------ \| ------------------------- \| ------------------ \| \| 1re \| Leah Thomas \| États-Unis \| Movistar Team \| 6 h 34 min 46 s \| \| 2e \| Arlenis Sierra \| Cuba \| A.R. Monex Women's \| + 9 s \| \| 3e \| Lizzie Deignan \| Royaume-Uni \| Trek-Segafredo \| + 9 s \| \| 4e \| Jeanne Korevaar \| Pays-Bas \| Liv Racing \| + 9 s \| \| 5e \| Thalita de Jong \| Pays-Bas \| Bingoal-Chevalmeire \| + 9 s \| \| 6e \| Mavi García \| Espagne \| Alé BTC Ljubljana \| + 9 s \| \| 7e \| Ane Santesteban \| Espagne \| Team BikeExchange \| + 9 s \| \| 8e \| Špela Kern \| Slovénie \| Massi Tactic \| + 9 s \| \| 9e \| Pauliena Rooijakkers \| Pays-Bas \| Liv Racing \| + 9 s \| \| 10e \| Veronica Ewers \| États-Unis \| Tibco-Silicon Valley Bank \| + 9 s \| |                      |             |                           |                 |
| |                      |             |                           |                 |
| |                      |             |                           |                 |
| Classement général |                      |             |                           |                 |
| Coureuse | Coureuse             | Pays        | Équipe                    | Temps           |
| 1re | Leah Thomas          | États-Unis  | Movistar Team             | 6 h 34 min 46 s |
| 2e | Arlenis Sierra       | Cuba        | A.R. Monex Women's        | + 9 s           |
| 3e | Lizzie Deignan       | Royaume-Uni | Trek-Segafredo            | + 9 s           |
| 4e | Jeanne Korevaar      | Pays-Bas    | Liv Racing                | + 9 s           |
| 5e | Thalita de Jong      | Pays-Bas    | Bingoal-Chevalmeire       | + 9 s           |
| 6e | Mavi García          | Espagne     | Alé BTC Ljubljana         | + 9 s           |
| 7e | Ane Santesteban      | Espagne     | Team BikeExchange         | + 9 s           |
| 8e | Špela Kern           | Slovénie    | Massi Tactic              | + 9 s           |
| 9e | Pauliena Rooijakkers | Pays-Bas    | Liv Racing                | + 9 s           |
| 10e | Veronica Ewers       | États-Unis  | Tibco-Silicon Valley Bank | + 9 s           |

### 3eétape

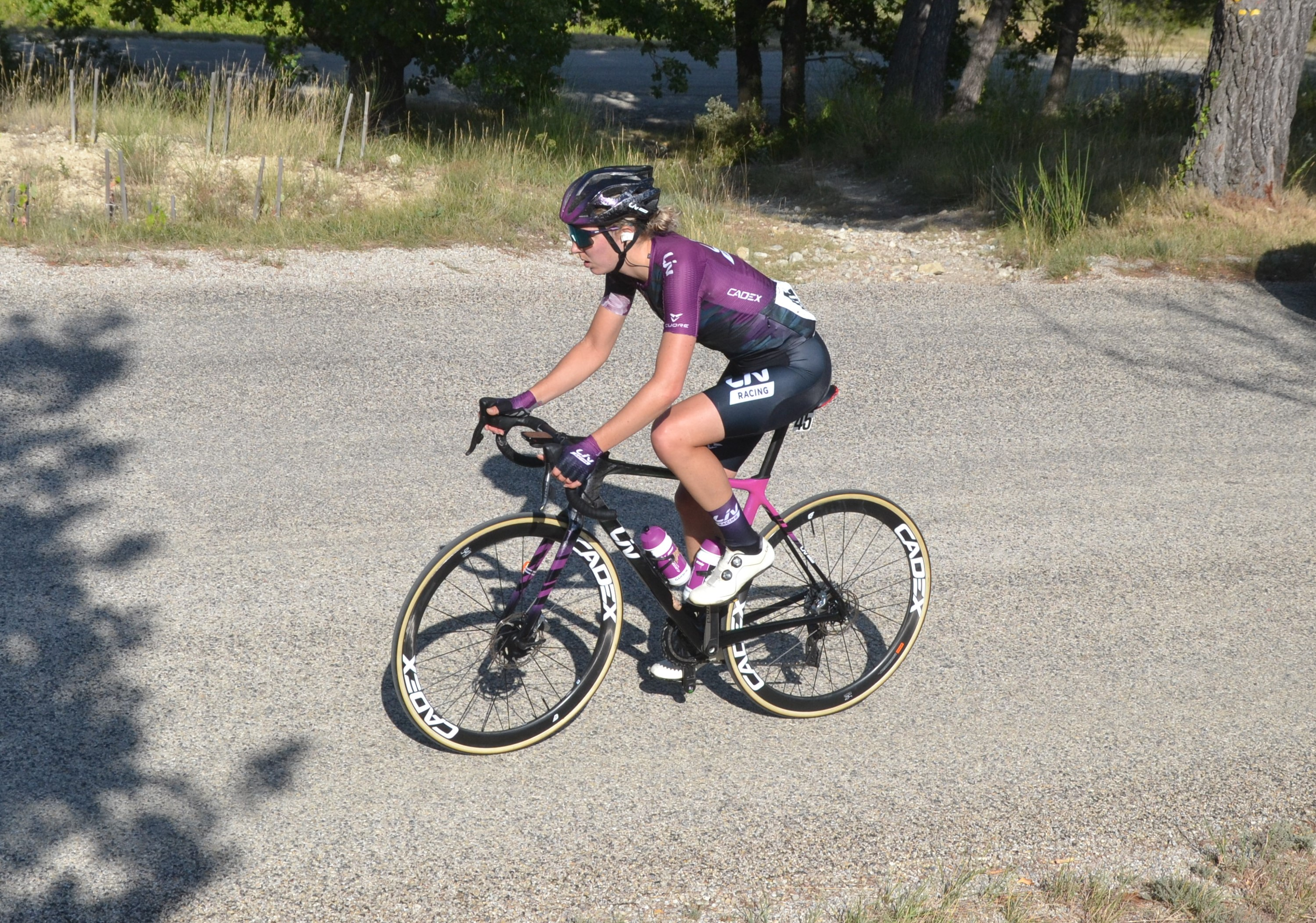
Sabrina Stultiens est échappée pendant plus de quatre-vingt kilomètres sur la troisième étape

Étape essentiellement vauclusienne, au départ et à l'arrivée à Avignon. 3 sprints sont proposés le long du parcours, à Sauveterre, Courthézon, et Pernes-les-Fontaines, ainsi que 3 côtes classées, à Mormoiron et Blauvac.
Au kilomètre vingt, Sabrina Stultiens attaque seule. Son avance culmine à quatre minutes vingt-cinq. Elle est reprise au kilomètre cent-un. L'étape se conclut au sprint. Elle est remportée par Chloe Hosking.
| \| Classement de l'étape \| Classement de l'étape \| Classement de l'étape \| Classement de l'étape \| Classement de l'étape \| \| Coureuse \| Coureuse \| Pays \| Équipe \| Temps \| \| --------------------- \| --------------------- \| --------------------- \| ------------------------- \| --------------------- \| \| 1re \| Chloe Hosking \| Australie \| Trek-Segafredo \| 3 h 39 min 11 s \| \| 2e \| Barbara Guarischi \| Italie \| Movistar Team \| + 0 s \| \| 3e \| Arlenis Sierra \| Cuba \| A.R. Monex Women's \| + 0 s \| \| 4e \| Charlotte Kool \| Pays-Bas \| NXTG Racing \| + 0 s \| \| 5e \| Marta Bastianelli \| Italie \| Alé BTC Ljubljana \| + 1 s \| \| 6e \| Jeanne Korevaar \| Pays-Bas \| Liv Racing \| + 1 s \| \| 7e \| Katarzyna Wilkos \| Pologne \| Mat Atom Deweloper \| + 1 s \| \| 8e \| Lizzie Deignan \| Royaume-Uni \| Trek-Segafredo \| + 1 s \| \| 9e \| Nina Kessler \| Pays-Bas \| Tibco-Silicon Valley Bank \| + 1 s \| \| 10e \| Thalita de Jong \| Pays-Bas \| Bingoal-Chevalmeire \| + 1 s \| |                   |             |                           |                 |
| |                   |             |                           |                 |
| |                   |             |                           |                 |
| Classement de l'étape |                   |             |                           |                 |
| Coureuse | Coureuse          | Pays        | Équipe                    | Temps           |
| 1re | Chloe Hosking     | Australie   | Trek-Segafredo            | 3 h 39 min 11 s |
| 2e | Barbara Guarischi | Italie      | Movistar Team             | + 0 s           |
| 3e | Arlenis Sierra    | Cuba        | A.R. Monex Women's        | + 0 s           |
| 4e | Charlotte Kool    | Pays-Bas    | NXTG Racing               | + 0 s           |
| 5e | Marta Bastianelli | Italie      | Alé BTC Ljubljana         | + 1 s           |
| 6e | Jeanne Korevaar   | Pays-Bas    | Liv Racing                | + 1 s           |
| 7e | Katarzyna Wilkos  | Pologne     | Mat Atom Deweloper        | + 1 s           |
| 8e | Lizzie Deignan    | Royaume-Uni | Trek-Segafredo            | + 1 s           |
| 9e | Nina Kessler      | Pays-Bas    | Tibco-Silicon Valley Bank | + 1 s           |
| 10e | Thalita de Jong   | Pays-Bas    | Bingoal-Chevalmeire       | + 1 s           |

| \| Classement général \| Classement général \| Classement général \| Classement général \| Classement général \| \| Coureuse \| Coureuse \| Pays \| Équipe \| Temps \| \| ------------------ \| -------------------- \| ------------------ \| ------------------------- \| ------------------ \| \| 1re \| Leah Thomas \| États-Unis \| Movistar Team \| 10 h 13 min 58 s \| \| 2e \| Arlenis Sierra \| Cuba \| A.R. Monex Women's \| + 8 s \| \| 3e \| Lizzie Deignan \| Royaume-Uni \| Trek-Segafredo \| + 9 s \| \| 4e \| Jeanne Korevaar \| Pays-Bas \| Liv Racing \| + 9 s \| \| 5e \| Thalita de Jong \| Pays-Bas \| Bingoal-Chevalmeire \| + 9 s \| \| 6e \| Ane Santesteban \| Espagne \| Team BikeExchange \| + 9 s \| \| 7e \| Mavi García \| Espagne \| Alé BTC Ljubljana \| + 9 s \| \| 8e \| Špela Kern \| Slovénie \| Massi Tactic \| + 9 s \| \| 9e \| Pauliena Rooijakkers \| Pays-Bas \| Liv Racing \| + 9 s \| \| 10e \| Veronica Ewers \| États-Unis \| Tibco-Silicon Valley Bank \| + 9 s \| |                      |             |                           |                  |
| |                      |             |                           |                  |
| |                      |             |                           |                  |
| Classement général |                      |             |                           |                  |
| Coureuse | Coureuse             | Pays        | Équipe                    | Temps            |
| 1re | Leah Thomas          | États-Unis  | Movistar Team             | 10 h 13 min 58 s |
| 2e | Arlenis Sierra       | Cuba        | A.R. Monex Women's        | + 8 s            |
| 3e | Lizzie Deignan       | Royaume-Uni | Trek-Segafredo            | + 9 s            |
| 4e | Jeanne Korevaar      | Pays-Bas    | Liv Racing                | + 9 s            |
| 5e | Thalita de Jong      | Pays-Bas    | Bingoal-Chevalmeire       | + 9 s            |
| 6e | Ane Santesteban      | Espagne     | Team BikeExchange         | + 9 s            |
| 7e | Mavi García          | Espagne     | Alé BTC Ljubljana         | + 9 s            |
| 8e | Špela Kern           | Slovénie    | Massi Tactic              | + 9 s            |
| 9e | Pauliena Rooijakkers | Pays-Bas    | Liv Racing                | + 9 s            |
| 10e | Veronica Ewers       | États-Unis  | Tibco-Silicon Valley Bank | + 9 s            |

### 4eétape
Détours en Lozère pour cette étape, entre Aumont-Aubrac, et le mont Lozère avec un dénivelé positif de 2 198 mètres. L'arrivée au sommet, ainsi que la Baraque des Bouviers et le sommet du Goulet permettent d’engranger des points pour le classement de la montagne. 3 sprints jalonnent également le parcours, à Aumont-Aubrac, à Grandieu, et Château de Randon.
La première échappée est constituée de Gala Maseti et Lucie Jounier. Laura Tomasi et Agua Espinola partent en poursuite. La jonction s'opère au kilomètre trente-cinq. L'avance sur le peloton est alors de quatre minutes dix. Dans la première ascension, Lucy Kennedy et Ruth Winder sortent à leur tour du peloton. Elles reviennent sur l'avant au kilomètre soixante-douze. Dans l'avant dernier col, Ruth Winder sort seule. Dans cette même difficulté, un groupe de cinq favorites autour de Leah Thomas s'extrait du reste du peloton. Ruth Winder s'impose seule. Leah Thomas est deuxième.
| \| Classement de l'étape \| Classement de l'étape \| Classement de l'étape \| Classement de l'étape \| Classement de l'étape \| \| Coureuse \| Coureuse \| Pays \| Équipe \| Temps \| \| --------------------- \| --------------------- \| --------------------- \| ------------------------- \| --------------------- \| \| 1re \| Ruth Edwards \| États-Unis \| Trek-Segafredo \| 3 h 28 min 23 s \| \| 2e \| Leah Thomas \| États-Unis \| Movistar Team \| + 2 min 18 s \| \| 3e \| Mavi García \| Espagne \| Alé BTC Ljubljana \| + 2 min 18 s \| \| 4e \| Ane Santesteban \| Espagne \| Team BikeExchange \| + 2 min 18 s \| \| 5e \| Veronica Ewers \| États-Unis \| Tibco-Silicon Valley Bank \| + 2 min 24 s \| \| 6e \| Thalita de Jong \| Pays-Bas \| Bingoal-Chevalmeire \| + 2 min 24 s \| \| 7e \| Pauliena Rooijakkers \| Pays-Bas \| Liv Racing \| + 2 min 24 s \| \| 8e \| Justine Ghekiere \| Belgique \| Bingoal-Chevalmeire \| + 2 min 24 s \| \| 9e \| Lizzie Deignan \| Royaume-Uni \| Trek-Segafredo \| + 2 min 27 s \| \| 10e \| Nadia Quagliotto \| Italie \| Bepink \| + 2 min 36 s \| |                      |             |                           |                 |
| |                      |             |                           |                 |
| |                      |             |                           |                 |
| Classement de l'étape |                      |             |                           |                 |
| Coureuse | Coureuse             | Pays        | Équipe                    | Temps           |
| 1re | Ruth Edwards         | États-Unis  | Trek-Segafredo            | 3 h 28 min 23 s |
| 2e | Leah Thomas          | États-Unis  | Movistar Team             | + 2 min 18 s    |
| 3e | Mavi García          | Espagne     | Alé BTC Ljubljana         | + 2 min 18 s    |
| 4e | Ane Santesteban      | Espagne     | Team BikeExchange         | + 2 min 18 s    |
| 5e | Veronica Ewers       | États-Unis  | Tibco-Silicon Valley Bank | + 2 min 24 s    |
| 6e | Thalita de Jong      | Pays-Bas    | Bingoal-Chevalmeire       | + 2 min 24 s    |
| 7e | Pauliena Rooijakkers | Pays-Bas    | Liv Racing                | + 2 min 24 s    |
| 8e | Justine Ghekiere     | Belgique    | Bingoal-Chevalmeire       | + 2 min 24 s    |
| 9e | Lizzie Deignan       | Royaume-Uni | Trek-Segafredo            | + 2 min 27 s    |
| 10e | Nadia Quagliotto     | Italie      | Bepink                    | + 2 min 36 s    |

| \| Classement général \| Classement général \| Classement général \| Classement général \| Classement général \| \| Coureuse \| Coureuse \| Pays \| Équipe \| Temps \| \| ------------------ \| -------------------- \| ------------------ \| ------------------------- \| ------------------ \| \| 1re \| Leah Thomas \| États-Unis \| Movistar Team \| 13 h 44 min 39 s \| \| 2e \| Ane Santesteban \| Espagne \| Team BikeExchange \| + 9 s \| \| 3e \| Mavi García \| Espagne \| Alé BTC Ljubljana \| + 9 s \| \| 4e \| Thalita de Jong \| Pays-Bas \| Bingoal-Chevalmeire \| + 15 s \| \| 5e \| Pauliena Rooijakkers \| Pays-Bas \| Liv Racing \| + 15 s \| \| 6e \| Veronica Ewers \| États-Unis \| Tibco-Silicon Valley Bank \| + 15 s \| \| 7e \| Lizzie Deignan \| Royaume-Uni \| Trek-Segafredo \| + 18 s \| \| 8e \| Arlenis Sierra \| Cuba \| A.R. Monex Women's \| + 34 s \| \| 9e \| Jeanne Korevaar \| Pays-Bas \| Liv Racing \| + 35 s \| \| 10e \| Špela Kern \| Slovénie \| Massi Tactic \| + 42 s \| |                      |             |                           |                  |
| |                      |             |                           |                  |
| |                      |             |                           |                  |
| Classement général |                      |             |                           |                  |
| Coureuse | Coureuse             | Pays        | Équipe                    | Temps            |
| 1re | Leah Thomas          | États-Unis  | Movistar Team             | 13 h 44 min 39 s |
| 2e | Ane Santesteban      | Espagne     | Team BikeExchange         | + 9 s            |
| 3e | Mavi García          | Espagne     | Alé BTC Ljubljana         | + 9 s            |
| 4e | Thalita de Jong      | Pays-Bas    | Bingoal-Chevalmeire       | + 15 s           |
| 5e | Pauliena Rooijakkers | Pays-Bas    | Liv Racing                | + 15 s           |
| 6e | Veronica Ewers       | États-Unis  | Tibco-Silicon Valley Bank | + 15 s           |
| 7e | Lizzie Deignan       | Royaume-Uni | Trek-Segafredo            | + 18 s           |
| 8e | Arlenis Sierra       | Cuba        | A.R. Monex Women's        | + 34 s           |
| 9e | Jeanne Korevaar      | Pays-Bas    | Liv Racing                | + 35 s           |
| 10e | Špela Kern           | Slovénie    | Massi Tactic              | + 42 s           |

### 5eétape
Au départ et à l'arrivée à Saint-Jean-en-Royans, le parcours forme 2 boucles, au nord, puis au sud de la ville. 3 sprints sont prévus le long du trajet dont à Saint-Thomas-en-Royans, et Saint-Agnan. Le peloton passe 3 côtes, dont le col de Carri.
Emma Langley s'échappe. Le peloton, très étiré, se scinde en deux. Au bout de quatorze kilomètres, Amanda Spratt, Paula Patino et Marta Bastianelli passent à l'offensive. Elles reviennent sur la tête. Lucinda Brand et Nadia Quagliotto partent en poursuite. Deux autres groupes partent ensuite. Rossella Ratto et Sandra Levenez sont intercalées. Paula Patino est distancée de la tête. Le peloton comptant un retard maximum de six minutes commence à réagir. Les favorites Leah Thomas, Ruth Winder, Pauliena Rooijakkers et Mavi Garcia accélèrent. À vingt-cinq kilomètres de l'arrivée, les trois coureuses de tête ont une minute trente-cinq d'avance sur Quagliotto et Brand. Cette dernière distance son compagnon puis revient sur l'avant. Amanda Spratt perd pied dans la dernière montée. C'est finalement, Marta Bastianelli qui sort pour aller s'imposer seule.
| \| Classement de l'étape \| Classement de l'étape \| Classement de l'étape \| Classement de l'étape \| Classement de l'étape \| \| Coureuse \| Coureuse \| Pays \| Équipe \| Temps \| \| --------------------- \| --------------------- \| --------------------- \| ------------------------- \| --------------------- \| \| 1re \| Marta Bastianelli \| Italie \| Alé BTC Ljubljana \| 3 h 30 min 59 s \| \| 2e \| Emma Langley \| États-Unis \| Tibco-Silicon Valley Bank \| + 22 s \| \| 3e \| Lucinda Brand \| Pays-Bas \| Trek-Segafredo \| + 41 s \| \| 4e \| Mavi García \| Espagne \| Alé BTC Ljubljana \| + 2 min 05 s \| \| 5e \| Leah Thomas \| États-Unis \| Movistar Team \| + 2 min 05 s \| \| 6e \| Ane Santesteban \| Espagne \| Team BikeExchange \| + 2 min 05 s \| \| 7e \| Nadia Quagliotto \| Italie \| Bepink \| + 2 min 09 s \| \| 8e \| Veronica Ewers \| États-Unis \| Tibco-Silicon Valley Bank \| + 2 min 10 s \| \| 9e \| Pauliena Rooijakkers \| Pays-Bas \| Liv Racing \| + 2 min 10 s \| \| 10e \| Ruth Edwards \| États-Unis \| Trek-Segafredo \| + 2 min 13 s \| |                      |            |                           |                 |
| |                      |            |                           |                 |
| |                      |            |                           |                 |
| Classement de l'étape |                      |            |                           |                 |
| Coureuse | Coureuse             | Pays       | Équipe                    | Temps           |
| 1re | Marta Bastianelli    | Italie     | Alé BTC Ljubljana         | 3 h 30 min 59 s |
| 2e | Emma Langley         | États-Unis | Tibco-Silicon Valley Bank | + 22 s          |
| 3e | Lucinda Brand        | Pays-Bas   | Trek-Segafredo            | + 41 s          |
| 4e | Mavi García          | Espagne    | Alé BTC Ljubljana         | + 2 min 05 s    |
| 5e | Leah Thomas          | États-Unis | Movistar Team             | + 2 min 05 s    |
| 6e | Ane Santesteban      | Espagne    | Team BikeExchange         | + 2 min 05 s    |
| 7e | Nadia Quagliotto     | Italie     | Bepink                    | + 2 min 09 s    |
| 8e | Veronica Ewers       | États-Unis | Tibco-Silicon Valley Bank | + 2 min 10 s    |
| 9e | Pauliena Rooijakkers | Pays-Bas   | Liv Racing                | + 2 min 10 s    |
| 10e | Ruth Edwards         | États-Unis | Trek-Segafredo            | + 2 min 13 s    |

| \| Classement général \| Classement général \| Classement général \| Classement général \| Classement général \| \| Coureuse \| Coureuse \| Pays \| Équipe \| Temps \| \| ------------------ \| -------------------- \| ------------------ \| ------------------------- \| ------------------ \| \| 1re \| Leah Thomas \| États-Unis \| Movistar Team \| 17 h 17 min 43 s \| \| 2e \| Ane Santesteban \| Espagne \| Team BikeExchange \| + 9 s \| \| 3e \| Mavi García \| Espagne \| Alé BTC Ljubljana \| + 9 s \| \| 4e \| Pauliena Rooijakkers \| Pays-Bas \| Liv Racing \| + 20 s \| \| 5e \| Veronica Ewers \| États-Unis \| Tibco-Silicon Valley Bank \| + 20 s \| \| 6e \| Thalita de Jong \| Pays-Bas \| Bingoal-Chevalmeire \| + 1 min 43 s \| \| 7e \| Arlenis Sierra \| Cuba \| A.R. Monex Women's \| + 2 min 02 s \| \| 8e \| Jeanne Korevaar \| Pays-Bas \| Liv Racing \| + 2 min 03 s \| \| 9e \| Špela Kern \| Slovénie \| Massi Tactic \| + 2 min 10 s \| \| 10e \| Ruth Edwards \| États-Unis \| Trek-Segafredo \| + 4 min 35 s \| |                      |            |                           |                  |
| |                      |            |                           |                  |
| |                      |            |                           |                  |
| Classement général |                      |            |                           |                  |
| Coureuse | Coureuse             | Pays       | Équipe                    | Temps            |
| 1re | Leah Thomas          | États-Unis | Movistar Team             | 17 h 17 min 43 s |
| 2e | Ane Santesteban      | Espagne    | Team BikeExchange         | + 9 s            |
| 3e | Mavi García          | Espagne    | Alé BTC Ljubljana         | + 9 s            |
| 4e | Pauliena Rooijakkers | Pays-Bas   | Liv Racing                | + 20 s           |
| 5e | Veronica Ewers       | États-Unis | Tibco-Silicon Valley Bank | + 20 s           |
| 6e | Thalita de Jong      | Pays-Bas   | Bingoal-Chevalmeire       | + 1 min 43 s     |
| 7e | Arlenis Sierra       | Cuba       | A.R. Monex Women's        | + 2 min 02 s     |
| 8e | Jeanne Korevaar      | Pays-Bas   | Liv Racing                | + 2 min 03 s     |
| 9e | Špela Kern           | Slovénie   | Massi Tactic              | + 2 min 10 s     |
| 10e | Ruth Edwards         | États-Unis | Trek-Segafredo            | + 4 min 35 s     |

### 6eétape
Cette étape gardoise part d'Anduze, pour rejoindre Goudarges. Après une boucle autour d'Anduze, un premier sprint y est organisé, précédant celui de Vénézobre, et celui de l'arrivée. 3 côtes sont franchies : Mas de Grosvieil, Saint-Just-Bel-Air et Mas d'Atuech.
Au kilomètre trente, un groupe de onze coureuses sort. Il passe à douze rapidement. Nicole Steigenga et Giorgia Vettorello partent en poursuite. L'écart se stabilise autour de trois minutes quarante pour le groupe de tête sur le peloton et une minute dix sur les deux poursuivantes. Ces dernières sont reprises plus tard par le peloton. Dans le final, Agua Espinola tente de s'extraire du groupe, mais sans succès. Au sprint, Teniel Campbell s'impose.
| \| Classement de l'étape \| Classement de l'étape \| Classement de l'étape \| Classement de l'étape \| Classement de l'étape \| \| Coureuse \| Coureuse \| Pays \| Équipe \| Temps \| \| --------------------- \| --------------------- \| --------------------- \| ------------------------- \| --------------------- \| \| 1re \| Teniel Campbell \| Trinité-et-Tobago \| Team BikeExchange \| 3 h 33 min 57 s \| \| 2e \| Nina Kessler \| Pays-Bas \| Tibco-Silicon Valley Bank \| + 0 s \| \| 3e \| Lauretta Hanson \| Australie \| Trek-Segafredo \| + 0 s \| \| 4e \| Mireia Benito \| Espagne \| Massi Tactic \| + 0 s \| \| 5e \| Rossella Ratto \| Italie \| Bingoal-Chevalmeire \| + 0 s \| \| 6e \| Alba Teruel \| Espagne \| Movistar Team \| + 0 s \| \| 7e \| Ayesha McGowan \| États-Unis \| Liv Racing \| + 0 s \| \| 8e \| Katia Ragusa \| Italie \| A.R. Monex Women's \| + 0 s \| \| 9e \| Amandine Fouquenet \| France \| Arkéa Pro Cycling Team \| + 0 s \| \| 10e \| Silvia Valsecchi \| Italie \| Bepink \| + 0 s \| |                    |                   |                           |                 |
| |                    |                   |                           |                 |
| |                    |                   |                           |                 |
| Classement de l'étape |                    |                   |                           |                 |
| Coureuse | Coureuse           | Pays              | Équipe                    | Temps           |
| 1re | Teniel Campbell    | Trinité-et-Tobago | Team BikeExchange         | 3 h 33 min 57 s |
| 2e | Nina Kessler       | Pays-Bas          | Tibco-Silicon Valley Bank | + 0 s           |
| 3e | Lauretta Hanson    | Australie         | Trek-Segafredo            | + 0 s           |
| 4e | Mireia Benito      | Espagne           | Massi Tactic              | + 0 s           |
| 5e | Rossella Ratto     | Italie            | Bingoal-Chevalmeire       | + 0 s           |
| 6e | Alba Teruel        | Espagne           | Movistar Team             | + 0 s           |
| 7e | Ayesha McGowan     | États-Unis        | Liv Racing                | + 0 s           |
| 8e | Katia Ragusa       | Italie            | A.R. Monex Women's        | + 0 s           |
| 9e | Amandine Fouquenet | France            | Arkéa Pro Cycling Team    | + 0 s           |
| 10e | Silvia Valsecchi   | Italie            | Bepink                    | + 0 s           |

| \| Classement général \| Classement général \| Classement général \| Classement général \| Classement général \| \| Coureuse \| Coureuse \| Pays \| Équipe \| Temps \| \| ------------------ \| -------------------- \| ------------------ \| ------------------------- \| ------------------ \| \| 1re \| Leah Thomas \| États-Unis \| Movistar Team \| 20 h 55 min 08 s \| \| 2e \| Mavi García \| Espagne \| Alé BTC Ljubljana \| + 9 s \| \| 3e \| Ane Santesteban \| Espagne \| Team BikeExchange \| + 9 s \| \| 4e \| Veronica Ewers \| États-Unis \| Tibco-Silicon Valley Bank \| + 20 s \| \| 5e \| Pauliena Rooijakkers \| Pays-Bas \| Liv Racing \| + 20 s \| \| 6e \| Thalita de Jong \| Pays-Bas \| Bingoal-Chevalmeire \| + 1 min 43 s \| \| 7e \| Arlenis Sierra \| Cuba \| A.R. Monex Women's \| + 2 min 02 s \| \| 8e \| Jeanne Korevaar \| Pays-Bas \| Liv Racing \| + 2 min 03 s \| \| 9e \| Špela Kern \| Slovénie \| Massi Tactic \| + 2 min 10 s \| \| 10e \| Marta Bastianelli \| Italie \| Alé BTC Ljubljana \| + 6 min 53 s \| |                      |            |                           |                  |
| |                      |            |                           |                  |
| |                      |            |                           |                  |
| Classement général |                      |            |                           |                  |
| Coureuse | Coureuse             | Pays       | Équipe                    | Temps            |
| 1re | Leah Thomas          | États-Unis | Movistar Team             | 20 h 55 min 08 s |
| 2e | Mavi García          | Espagne    | Alé BTC Ljubljana         | + 9 s            |
| 3e | Ane Santesteban      | Espagne    | Team BikeExchange         | + 9 s            |
| 4e | Veronica Ewers       | États-Unis | Tibco-Silicon Valley Bank | + 20 s           |
| 5e | Pauliena Rooijakkers | Pays-Bas   | Liv Racing                | + 20 s           |
| 6e | Thalita de Jong      | Pays-Bas   | Bingoal-Chevalmeire       | + 1 min 43 s     |
| 7e | Arlenis Sierra       | Cuba       | A.R. Monex Women's        | + 2 min 02 s     |
| 8e | Jeanne Korevaar      | Pays-Bas   | Liv Racing                | + 2 min 03 s     |
| 9e | Špela Kern           | Slovénie   | Massi Tactic              | + 2 min 10 s     |
| 10e | Marta Bastianelli    | Italie     | Alé BTC Ljubljana         | + 6 min 53 s     |

### 7eétape
Au départ du Pouzin, le parcours rejoint Privas, et comprend 3 sprints, à Saint-Vincent-de-Barres, Saint-Martin-sur-Lavezon et Darbres, ainsi que 3 cols : Col de Fontanelle, côte de Mirabel et col de Benas.
La météo est variable. Amanda Spratt tente la première, mais est immédiatement reprise. Nicole Steigenga sort après le premier sprint intermédiaire. Maëva Squiban rejoint la Néerlandaise, mais elles sont toutes deux reprises. Lucy Kennedy attaque. Elle est suivie par Lucinda Brand et Jeanne Korevaar. Leur avance maximale est d'une minute cinquante. Dans la dernière montée, Lucinda Brand attaque pour aller s'imposer devant Jeanne Korevaar.
| \| Classement de l'étape \| Classement de l'étape \| Classement de l'étape \| Classement de l'étape \| Classement de l'étape \| \| Coureuse \| Coureuse \| Pays \| Équipe \| Temps \| \| --------------------- \| --------------------- \| --------------------- \| ------------------------- \| --------------------- \| \| 1re \| Lucinda Brand \| Pays-Bas \| Trek-Segafredo \| 2 h 21 min 44 s \| \| 2e \| Jeanne Korevaar \| Pays-Bas \| Liv Racing \| + 47 s \| \| 3e \| Lucy Kennedy \| Australie \| Team BikeExchange \| + 1 min 03 s \| \| 4e \| Leah Thomas \| États-Unis \| Movistar Team \| + 1 min 20 s \| \| 5e \| Ane Santesteban \| Espagne \| Team BikeExchange \| + 1 min 20 s \| \| 6e \| Mavi García \| Espagne \| Alé BTC Ljubljana \| + 1 min 20 s \| \| 7e \| Pauliena Rooijakkers \| Pays-Bas \| Liv Racing \| + 1 min 26 s \| \| 8e \| Justine Ghekiere \| Belgique \| Bingoal-Chevalmeire \| + 1 min 35 s \| \| 9e \| Veronica Ewers \| États-Unis \| Tibco-Silicon Valley Bank \| + 1 min 52 s \| \| 10e \| Lucie Jounier \| France \| Arkéa Pro Cycling Team \| + 2 min 22 s \| |                      |            |                           |                 |
| |                      |            |                           |                 |
| |                      |            |                           |                 |
| Classement de l'étape |                      |            |                           |                 |
| Coureuse | Coureuse             | Pays       | Équipe                    | Temps           |
| 1re | Lucinda Brand        | Pays-Bas   | Trek-Segafredo            | 2 h 21 min 44 s |
| 2e | Jeanne Korevaar      | Pays-Bas   | Liv Racing                | + 47 s          |
| 3e | Lucy Kennedy         | Australie  | Team BikeExchange         | + 1 min 03 s    |
| 4e | Leah Thomas          | États-Unis | Movistar Team             | + 1 min 20 s    |
| 5e | Ane Santesteban      | Espagne    | Team BikeExchange         | + 1 min 20 s    |
| 6e | Mavi García          | Espagne    | Alé BTC Ljubljana         | + 1 min 20 s    |
| 7e | Pauliena Rooijakkers | Pays-Bas   | Liv Racing                | + 1 min 26 s    |
| 8e | Justine Ghekiere     | Belgique   | Bingoal-Chevalmeire       | + 1 min 35 s    |
| 9e | Veronica Ewers       | États-Unis | Tibco-Silicon Valley Bank | + 1 min 52 s    |
| 10e | Lucie Jounier        | France     | Arkéa Pro Cycling Team    | + 2 min 22 s    |

## Classements finals

### Classement général final
| \| Classement général \| Classement général \| Classement général \| Classement général \| Classement général \| \| Coureuse \| Coureuse \| Pays \| Équipe \| Temps \| \| ------------------ \| -------------------- \| ------------------ \| ------------------------- \| ------------------ \| \| 1re \| Leah Thomas \| États-Unis \| Movistar Team \| 23 h 18 min 12 s \| \| 2e \| Mavi García \| Espagne \| Alé BTC Ljubljana \| + 9 s \| \| 3e \| Ane Santesteban \| Espagne \| Team BikeExchange \| + 9 s \| \| 4e \| Pauliena Rooijakkers \| Pays-Bas \| Liv Racing \| + 26 s \| \| 5e \| Veronica Ewers \| États-Unis \| Tibco-Silicon Valley Bank \| + 52 s \| \| 6e \| Jeanne Korevaar \| Pays-Bas \| Liv Racing \| + 1 min 30 s \| \| 7e \| Thalita de Jong \| Pays-Bas \| Bingoal-Chevalmeire \| + 2 min 47 s \| \| 8e \| Arlenis Sierra \| Cuba \| A.R. Monex Women's \| + 3 min 10 s \| \| 9e \| Špela Kern \| Slovénie \| Massi Tactic \| + 3 min 24 s \| \| 10e \| Lucinda Brand \| Pays-Bas \| Trek-Segafredo \| + 5 min 39 s \| |                      |            |                           |                  |
| |                      |            |                           |                  |
| Source : ProCyclingStats |                      |            |                           |                  |
| Classement général |                      |            |                           |                  |
| Coureuse | Coureuse             | Pays       | Équipe                    | Temps            |
| 1re | Leah Thomas          | États-Unis | Movistar Team             | 23 h 18 min 12 s |
| 2e | Mavi García          | Espagne    | Alé BTC Ljubljana         | + 9 s            |
| 3e | Ane Santesteban      | Espagne    | Team BikeExchange         | + 9 s            |
| 4e | Pauliena Rooijakkers | Pays-Bas   | Liv Racing                | + 26 s           |
| 5e | Veronica Ewers       | États-Unis | Tibco-Silicon Valley Bank | + 52 s           |
| 6e | Jeanne Korevaar      | Pays-Bas   | Liv Racing                | + 1 min 30 s     |
| 7e | Thalita de Jong      | Pays-Bas   | Bingoal-Chevalmeire       | + 2 min 47 s     |
| 8e | Arlenis Sierra       | Cuba       | A.R. Monex Women's        | + 3 min 10 s     |
| 9e | Špela Kern           | Slovénie   | Massi Tactic              | + 3 min 24 s     |
| 10e | Lucinda Brand        | Pays-Bas   | Trek-Segafredo            | + 5 min 39 s     |

### Points UCI
| Position           | 1er | 2e | 3e | 4e | 5e | 6e | 7e | 8e | 9e | 10e | 11e | 12e | 13e à 15e | 16e à 25e |
| Classement général | 125 | 85 | 70 | 60 | 50 | 40 | 35 | 30 | 25 | 20  | 15  | 10  | 5         | 3         |
| Par étape          | 16  | 12 | 8  | 6  | 5  | 4  | 3  | 2  |    |     |     |     |           |           |
| Leader, par étape  | 3   |    |    |    |    |    |    |    |    |     |     |     |           |           |

### Classements annexes
| Classement par points | Classement par points | Classement par points | Classement par points     | Classement par points |
| Coureuse              | Coureuse              | Pays                  | Équipe                    | Points                |
| --------------------- | --------------------- | --------------------- | ------------------------- | --------------------- |
| 1re                   | Leah Thomas           | États-Unis            | Movistar Team             | 38 pts                |
| 2e                    | Marta Bastianelli     | Italie                | Alé BTC Ljubljana         | 31 pts                |
| 3e                    | Arlenis Sierra        | Cuba                  | A.R. Monex Women's        | 30 pts                |
| 4e                    | Mavi García           | Espagne               | Alé BTC Ljubljana         | 25 pts                |
| 5e                    | Ane Santesteban       | Espagne               | Team BikeExchange         | 24 pts                |
| 6e                    | Lucinda Brand         | Pays-Bas              | Trek-Segafredo            | 23 pts                |
| 7e                    | Jeanne Korevaar       | Pays-Bas              | Liv Racing                | 22 pts                |
| 8e                    | Lizzie Deignan        | Royaume-Uni           | Trek-Segafredo            | 22 pts                |
| 9e                    | Teniel Campbell       | Trinité-et-Tobago     | Team BikeExchange         | 15 pts                |
| 10e                   | Veronica Ewers        | États-Unis            | Tibco-Silicon Valley Bank | 14 pts                |

| Classement par points | Classement par points | Classement par points | Classement par points     | Classement par points |
| Coureuse              | Coureuse              | Pays                  | Équipe                    | Points                |
| --------------------- | --------------------- | --------------------- | ------------------------- | --------------------- |
| 1re                   | Leah Thomas           | États-Unis            | Movistar Team             | 38 pts                |
| 2e                    | Marta Bastianelli     | Italie                | Alé BTC Ljubljana         | 31 pts                |
| 3e                    | Arlenis Sierra        | Cuba                  | A.R. Monex Women's        | 30 pts                |
| 4e                    | Mavi García           | Espagne               | Alé BTC Ljubljana         | 25 pts                |
| 5e                    | Ane Santesteban       | Espagne               | Team BikeExchange         | 24 pts                |
| 6e                    | Lucinda Brand         | Pays-Bas              | Trek-Segafredo            | 23 pts                |
| 7e                    | Jeanne Korevaar       | Pays-Bas              | Liv Racing                | 22 pts                |
| 8e                    | Lizzie Deignan        | Royaume-Uni           | Trek-Segafredo            | 22 pts                |
| 9e                    | Teniel Campbell       | Trinité-et-Tobago     | Team BikeExchange         | 15 pts                |
| 10e                   | Veronica Ewers        | États-Unis            | Tibco-Silicon Valley Bank | 14 pts                |

| Classement de la montagne | Classement de la montagne | Classement de la montagne | Classement de la montagne | Classement de la montagne |
| Coureuse                  | Coureuse                  | Pays                      | Équipe                    | Points                    |
| ------------------------- | ------------------------- | ------------------------- | ------------------------- | ------------------------- |
| 1re                       | Pauliena Rooijakkers      | Pays-Bas                  | Liv Racing                | 45 pts                    |
| 2e                        | Mavi García               | Espagne                   | Alé BTC Ljubljana         | 30 pts                    |
| 3e                        | Lucinda Brand             | Pays-Bas                  | Trek-Segafredo            | 24 pts                    |
| 4e                        | Katia Ragusa              | Italie                    | A.R. Monex Women's        | 23 pts                    |
| 5e                        | Lucy Kennedy              | Australie                 | Team BikeExchange         | 22 pts                    |
| 6e                        | Leah Thomas               | États-Unis                | Movistar Team             | 20 pts                    |
| 7e                        | Jeanne Korevaar           | Pays-Bas                  | Liv Racing                | 16 pts                    |
| 8e                        | Emma Langley              | États-Unis                | Tibco-Silicon Valley Bank | 15 pts                    |
| 9e                        | Ane Santesteban           | Espagne                   | Team BikeExchange         | 13 pts                    |
| 10e                       | Lucie Jounier             | France                    | Arkéa Pro Cycling Team    | 12 pts                    |

| Classement de la montagne | Classement de la montagne | Classement de la montagne | Classement de la montagne | Classement de la montagne |
| Coureuse                  | Coureuse                  | Pays                      | Équipe                    | Points                    |
| ------------------------- | ------------------------- | ------------------------- | ------------------------- | ------------------------- |
| 1re                       | Pauliena Rooijakkers      | Pays-Bas                  | Liv Racing                | 45 pts                    |
| 2e                        | Mavi García               | Espagne                   | Alé BTC Ljubljana         | 30 pts                    |
| 3e                        | Lucinda Brand             | Pays-Bas                  | Trek-Segafredo            | 24 pts                    |
| 4e                        | Katia Ragusa              | Italie                    | A.R. Monex Women's        | 23 pts                    |
| 5e                        | Lucy Kennedy              | Australie                 | Team BikeExchange         | 22 pts                    |
| 6e                        | Leah Thomas               | États-Unis                | Movistar Team             | 20 pts                    |
| 7e                        | Jeanne Korevaar           | Pays-Bas                  | Liv Racing                | 16 pts                    |
| 8e                        | Emma Langley              | États-Unis                | Tibco-Silicon Valley Bank | 15 pts                    |
| 9e                        | Ane Santesteban           | Espagne                   | Team BikeExchange         | 13 pts                    |
| 10e                       | Lucie Jounier             | France                    | Arkéa Pro Cycling Team    | 12 pts                    |

| Classement du meilleur jeune | Classement du meilleur jeune | Classement du meilleur jeune | Classement du meilleur jeune      | Classement du meilleur jeune |
| Coureuse                     | Coureuse                     | Pays                         | Équipe                            | Temps                        |
| ---------------------------- | ---------------------------- | ---------------------------- | --------------------------------- | ---------------------------- |
| 1re                          | Henrietta Christie           | Nouvelle-Zélande             | Bepink                            | 23 h 29 min 05 s             |
| 2e                           | Amandine Fouquenet           | France                       | Arkéa Pro Cycling Team            | + 8 min 48 s                 |
| 3e                           | Mireia Trias                 | Espagne                      | Massi Tactic                      | + 10 min 41 s                |
| 4e                           | Ally Wollaston               | Nouvelle-Zélande             | NXTG Racing                       | + 32 min 00 s                |
| 5e                           | Amelia Sharpe                | Royaume-Uni                  | NXTG Racing                       | + 35 min 56 s                |
| 6e                           | Gaia Masetti                 | Italie                       | Top Girls Fassa Bortolo           | + 37 min 41 s                |
| 7e                           | Ilse Pluimers                | Pays-Bas                     | NXTG Racing                       | + 37 min 43 s                |
| 8e                           | Maëva Squiban                | France                       | Stade Rochelais Charente-Maritime | + 49 min 13 s                |
| 9e                           | Alice Coutinho               | France                       | Sopela Women's Team               | + 51 min 04 s                |
| 10e                          | Giorgia Vettorello           | Italie                       | Top Girls Fassa Bortolo           | + 54 min 27 s                |

| Classement du meilleur jeune | Classement du meilleur jeune | Classement du meilleur jeune | Classement du meilleur jeune      | Classement du meilleur jeune |
| Coureuse                     | Coureuse                     | Pays                         | Équipe                            | Temps                        |
| ---------------------------- | ---------------------------- | ---------------------------- | --------------------------------- | ---------------------------- |
| 1re                          | Henrietta Christie           | Nouvelle-Zélande             | Bepink                            | 23 h 29 min 05 s             |
| 2e                           | Amandine Fouquenet           | France                       | Arkéa Pro Cycling Team            | + 8 min 48 s                 |
| 3e                           | Mireia Trias                 | Espagne                      | Massi Tactic                      | + 10 min 41 s                |
| 4e                           | Ally Wollaston               | Nouvelle-Zélande             | NXTG Racing                       | + 32 min 00 s                |
| 5e                           | Amelia Sharpe                | Royaume-Uni                  | NXTG Racing                       | + 35 min 56 s                |
| 6e                           | Gaia Masetti                 | Italie                       | Top Girls Fassa Bortolo           | + 37 min 41 s                |
| 7e                           | Ilse Pluimers                | Pays-Bas                     | NXTG Racing                       | + 37 min 43 s                |
| 8e                           | Maëva Squiban                | France                       | Stade Rochelais Charente-Maritime | + 49 min 13 s                |
| 9e                           | Alice Coutinho               | France                       | Sopela Women's Team               | + 51 min 04 s                |
| 10e                          | Giorgia Vettorello           | Italie                       | Top Girls Fassa Bortolo           | + 54 min 27 s                |

| Classement des sprints | Classement des sprints | Classement des sprints | Classement des sprints     | Classement des sprints |
| Coureuse               | Coureuse               | Pays                   | Équipe                     | Points                 |
| ---------------------- | ---------------------- | ---------------------- | -------------------------- | ---------------------- |
| 1re                    | Nicole Steigenga       | Pays-Bas               | Doltcini-Van Eyck-Proximus | 29 pts                 |
| 2e                     | Katia Ragusa           | Italie                 | A.R. Monex Women's         | 26 pts                 |
| 3e                     | Thalita de Jong        | Pays-Bas               | Bingoal-Chevalmeire        | 23 pts                 |

| Classement des sprints | Classement des sprints | Classement des sprints | Classement des sprints     | Classement des sprints |
| Coureuse               | Coureuse               | Pays                   | Équipe                     | Points                 |
| ---------------------- | ---------------------- | ---------------------- | -------------------------- | ---------------------- |
| 1re                    | Nicole Steigenga       | Pays-Bas               | Doltcini-Van Eyck-Proximus | 29 pts                 |
| 2e                     | Katia Ragusa           | Italie                 | A.R. Monex Women's         | 26 pts                 |
| 3e                     | Thalita de Jong        | Pays-Bas               | Bingoal-Chevalmeire        | 23 pts                 |

| Classement par points | Classement par points | Classement par points | Classement par points | Classement par points |
| --------------------- | --------------------- | --------------------- | --------------------- | --------------------- |
|                       | Coureur               | Pays                  | Équipe                | Point(s)              |
| modifier              |                       |                       |                       |                       |

| Classement par équipes | Classement par équipes | Classement par équipes | Classement par équipes |
| Équipe                 | Équipe                 | Pays                   | Temps                  |
| ---------------------- | ---------------------- | ---------------------- | ---------------------- |

| Classement par équipes | Classement par équipes | Classement par équipes | Classement par équipes |
| Équipe                 | Équipe                 | Pays                   | Temps                  |
| ---------------------- | ---------------------- | ---------------------- | ---------------------- |

## Évolution des classements
| Étape              |                    | Vainqueur _       | Classement général | Classement par points | Meilleure grimpeuse  | Meilleure sprinteuse | Meilleure jeune    | Meilleure au combiné | Meilleure équipe _ |
| ------------------ | ------------------ | ----------------- | ------------------ | --------------------- | -------------------- | -------------------- | ------------------ | -------------------- | ------------------ |
| 1re étape          | étape vallonnée    | Arlenis Sierra    | Arlenis Sierra     | Arlenis Sierra        | Katia Ragusa         | Katia Ragusa         | Ally Wollaston     | Katia Ragusa         | Movistar Team      |
| 2e étape           | étape vallonnée    | Leah Thomas       | Leah Thomas        | Arlenis Sierra        | Pauliena Rooijakkers | Katia Ragusa         | Marine Allione     | Lizzie Deignan       | Liv Racing         |
| 3e étape           | étape de plaine    | Chloe Hosking     | Leah Thomas        | Arlenis Sierra        | Pauliena Rooijakkers | Katia Ragusa         | Marine Allione     | Pauliena Rooijakkers | A.R. Monex         |
| 4e étape           | étape de montagne  | Ruth Edwards      | Leah Thomas        | Arlenis Sierra        | Pauliena Rooijakkers | Katia Ragusa         | Henrietta Christie | Pauliena Rooijakkers | Trek-Segafredo     |
| 5e étape           | étape vallonnée    | Marta Bastianelli | Leah Thomas        | Leah Thomas           | Pauliena Rooijakkers | Katia Ragusa         | Henrietta Christie | Pauliena Rooijakkers | Trek-Segafredo     |
| 6e étape           | étape vallonnée    | Teniel Campbell   | Leah Thomas        | Leah Thomas           | Pauliena Rooijakkers | Katia Ragusa         | Henrietta Christie | Pauliena Rooijakkers | Trek-Segafredo     |
| 7e étape           | étape vallonnée    | Lucinda Brand     | Leah Thomas        | Leah Thomas           | Pauliena Rooijakkers | Nicole Steigenga     | Henrietta Christie | Pauliena Rooijakkers | Team BikeExchange  |
| Classements finals | Classements finals |                   | Leah Thomas        | Leah Thomas           | Pauliena Rooijakkers | Nicole Steigenga     | Henrietta Christie | Pauliena Rooijakkers | Team BikeExchange  |

## Liste des participantes
| Légende                                | Légende                                                                                              | Légende                          | Légende |
| -------------------------------------- | --- | -------------------------------- | --- |
| Num                                    | Dossard de départ porté par la coureuse sur ce Tour cycliste féminin international de l'Ardèche      | Pos                              | Position finale au classement général                                                                           |
| Leader du classement général           | Indique la vainqueur du classement général                                                           | Leader du classement par points  | Indique la vainqueur du classement par points                                                                   |
| Leader du classement de la montagne    | Indique la vainqueur du classement de la montagne                                                    | Leader du classement des sprints | Indique la vainqueur du classement des sprints                                                                  |
| Leader du classement du meilleur jeune | Indique la vainqueur du classement de la meilleure jeune                                             |                                  | Indique un maillot de champion national ou mondial, suivi de sa spécialité                                      |
| #                                      | Indique la meilleure équipe                                                                          | NP                               | Indique une coureuse qui n'a pas pris le départ d'une étape, suivi du numéro de l'étape où elle s'est retirée   |
| AB                                     | Indique une coureuse qui n'a pas terminé une étape, suivi du numéro de l'étape où elle s'est retirée | HD                               | Indique un coureuse qui a terminé une étape hors des délais, suivi du numéro de l'étape                         |
| DSQ                                    | Indique un coureur qui a été disqualifié de la course, suivi du numéro de l'étape                    | *                                | Indique un coureuse en lice pour le classement de la meilleure jeune (coureuses nées après le 1er janvier 1997) |

| Tibco-Silicon Valley Bank TIB | Tibco-Silicon Valley Bank TIB | Tibco-Silicon Valley Bank TIB |
| ----------------------------- | ----------------------------- | ----------------------------- |
| Num                           | Coureuse                      | Pos                           |
| 1                             | Lauren Stephens (USA)         | AB-5                          |
| 2                             | Nina Kessler (NED)            | 41e                           |
| 3                             | Emily Newsom (USA)            | 73e                           |
| 4                             | Leah Dixon (GBR)              | AB-2                          |
| 5                             | Emma Langley (USA)            | 19e                           |
| 6                             | Veronica Ewers (USA)          | 5e                            |

| Team BikeExchange BEX | Team BikeExchange BEX | Team BikeExchange BEX |
| --------------------- | --------------------- | --------------------- |
| Num                   | Coureuse              | Pos                   |
| 11                    | Amanda Spratt (AUS)   | 21e                   |
| 12                    | Lucy Kennedy (AUS)    | 15e                   |
| 13                    | Jessica Allen (AUS)   | 65e                   |
| 14                    | Ane Santesteban (ESP) | 3e                    |
| 15                    | Janneke Ensing (NED)  | AB-5                  |
| 16                    | Teniel Campbell (TTO) | 57e                   |

| Movistar Team MOV | Movistar Team MOV       | Movistar Team MOV |
| ----------------- | ----------------------- | ----------------- |
| Num               | Coureuse                | Pos               |
| 21                | Alicia González (ESP)   | 48e               |
| 22                | Barbara Guarischi (ITA) | 62e               |
| 23                | Sheyla Gutiérrez (ESP)  | 45e               |
| 24                | Paula Patiño (COL)      | 20e               |
| 25                | Alba Teruel (ESP)       | 53e               |
| 26                | Leah Thomas (USA)       | 1re               |

| Trek-Segafredo TFS | Trek-Segafredo TFS     | Trek-Segafredo TFS |
| ------------------ | ---------------------- | ------------------ |
| Num                | Coureuse               | Pos                |
| 31                 | Lucinda Brand (NED)    | 10e                |
| 32                 | Lizzie Deignan (GBR)   | 13e                |
| 33                 | Lauretta Hanson (AUS)  | AB-7               |
| 34                 | Chloe Hosking (AUS)    | AB-7               |
| 35                 | Elynor Bäckstedt (GBR) | AB-5               |
| 36                 | Ruth Edwards (USA)     | NP-6               |

| Liv Racing LIV | Liv Racing LIV             | Liv Racing LIV |
| -------------- | -------------------------- | -------------- |
| Num            | Coureuse                   | Pos            |
| 41             | Evy Kuijpers (NED)         | 76e            |
| 42             | Ayesha McGowan (USA)       | 50e            |
| 43             | Jeanne Korevaar (NED)      | 6e             |
| 44             | Pauliena Rooijakkers (NED) | 4e             |
| 45             | Sabrina Stultiens (NED)    | AB-6           |

| Alé BTC Ljubljana ALE | Alé BTC Ljubljana ALE   | Alé BTC Ljubljana ALE |
| --------------------- | ----------------------- | --------------------- |
| Num                   | Coureuse                | Pos                   |
| 51                    | Mavi García (ESP)       | 2e                    |
| 52                    | Marta Bastianelli (ITA) | 14e                   |
| 53                    | Maaike Boogaard (NED)   | 33e                   |
| 54                    | Sophie Wright (GBR)     | 24e                   |
| 56                    | Laura Tomasi (ITA)      | NP-7                  |

| A.R. Monex Women's ASA | A.R. Monex Women's ASA          | A.R. Monex Women's ASA |
| ---------------------- | ------------------------------- | ---------------------- |
| Num                    | Coureuse                        | Pos                    |
| 61                     | Adriana Gutierrez Arzaluz (MEX) | 39e                    |
| 62                     | Arlenis Sierra (CUB)            | 8e                     |
| 63                     | Mariia Miliaeva (RUS)           | 74e                    |
| 64                     | Katia Ragusa (ITA)              | 37e                    |
| 65                     | Maria Vittoria Sperotto (ITA)   | 59e                    |
| 66                     | Jade Teolis (FRA)               | 70e                    |

| Arkéa Pro Cycling Team ARK | Arkéa Pro Cycling Team ARK | Arkéa Pro Cycling Team ARK |
| -------------------------- | -------------------------- | -------------------------- |
| Num                        | Coureuse                   | Pos                        |
| 71                         | Pauline Allin (FRA)        | 29e                        |
| 72                         | Amandine Fouquenet (FRA)   | 22e                        |
| 73                         | Lucie Jounier (FRA)        | 34e                        |
| 74                         | Typhaine Laurance (FRA)    | AB-2                       |
| 75                         | Greta Richioud (FRA)       | 31e                        |
| 76                         | Sandra Levenez (FRA)       | 18e                        |

| Massi Tactic MAT | Massi Tactic MAT           | Massi Tactic MAT |
| ---------------- | -------------------------- | ---------------- |
| Num              | Coureuse                   | Pos              |
| 81               | Špela Kern (SLO)           | 9e               |
| 82               | Maaike Coljé (NED)         | AB-2             |
| 83               | Mireia Benito (ESP)        | 27e              |
| 85               | Agua Marina Espínola (PAR) | 56e              |
| 86               | Mireia Trias (ESP)         | 25e              |

| Stade Rochelais Charente-Maritime CMW | Stade Rochelais Charente-Maritime CMW | Stade Rochelais Charente-Maritime CMW |
| ------------------------------------- | ------------------------------------- | ------------------------------------- |
| Num                                   | Coureuse                              | Pos                                   |
| 91                                    | Marion Colard (FRA)                   | 26e                                   |
| 92                                    | Marine Allione (FRA)                  | AB-6                                  |
| 93                                    | Manon Souyris (FRA)                   | 69e                                   |
| 94                                    | Maëva Squiban (FRA)                   | 51e                                   |
| 95                                    | Séverine Eraud (FRA)                  | AB-3                                  |

| Bingoal-Chevalmeire CCT | Bingoal-Chevalmeire CCT | Bingoal-Chevalmeire CCT |
| ----------------------- | ----------------------- | ----------------------- |
| Num                     | Coureuse                | Pos                     |
| 101                     | Thalita de Jong (NED)   | 7e                      |
| 102                     | Demi de Jong (NED)      | AB-7                    |
| 104                     | Rossella Ratto (ITA)    | 35e                     |
| 106                     | Justine Ghekiere (BEL)  | 12e                     |

| Doltcini-Van Eyck-Proximus DVE | Doltcini-Van Eyck-Proximus DVE | Doltcini-Van Eyck-Proximus DVE |
| ------------------------------ | ------------------------------ | ------------------------------ |
| Num                            | Coureuse                       | Pos                            |
| 111                            | Lotte Claes (BEL)              | 16e                            |
| 112                            | Mieke Docx (BEL)               | 49e                            |
| 113                            | Lotte Popelier (BEL)           | AB-6                           |
| 114                            | Nicole Steigenga (NED)         | 54e                            |
| 115                            | Barbara Sniezynska (POL)       | 77e                            |

| Lviv Cycling Team LCW | Lviv Cycling Team LCW   | Lviv Cycling Team LCW |
| --------------------- | ----------------------- | --------------------- |
| Num                   | Coureuse                | Pos                   |
| 121                   | Bronwyn Macgregor (NZL) | 23e                   |
| 122                   | Fiona Turnbull (GBR)    | AB-2                  |
| 123                   | Sophie Enever (GBR)     | 40e                   |
| 124                   | Azulde Britz (RSA)      | 79e                   |
| 125                   | Margarita Lopez (ESP)   | HD-1                  |
| 126                   | Alicia Evans (NZL)      | 46e                   |

| Bepink BPK | Bepink BPK               | Bepink BPK |
| ---------- | ------------------------ | ---------- |
| Num        | Coureuse                 | Pos        |
| 131        | Silvia Valsecchi (ITA)   | 66e        |
| 132        | Henrietta Christie (NZL) | 17e        |
| 133        | Vania Canvelli (ITA)     | 64e        |
| 134        | Kate McCarthy (NZL)      | AB-3       |
| 135        | Nadia Quagliotto (ITA)   | 11e        |
| 136        | Marketa Hajkova (CZE)    | 50e        |

| Top Girls Fassa Bortolo TOP | Top Girls Fassa Bortolo TOP | Top Girls Fassa Bortolo TOP |
| --------------------------- | --------------------------- | --------------------------- |
| Num                         | Coureuse                    | Pos                         |
| 141                         | Elisa Dalla Valle (ITA)     | 72e                         |
| 142                         | Iris Monticolo (ITA)        | 58e                         |
| 144                         | Vanessa Michieletto (ITA)   | 78e                         |
| 145                         | Gaia Masetti (ITA)          | 43e                         |
| 146                         | Giorgia Vettorello (ITA)    | 55e                         |

| NXTG Racing NXG | NXTG Racing NXG       | NXTG Racing NXG |
| --------------- | --------------------- | --------------- |
| Num             | Coureuse              | Pos             |
| 151             | Amelia Sharpe (GBR)   | 42e             |
| 152             | Britt Knaven (BEL)    | 68e             |
| 153             | Charlotte Kool (NED)  | AB-6            |
| 154             | Ilse Pluimers (NED)   | 44e             |
| 155             | Ally Wollaston (NZL)  | 38e             |
| 156             | Mylène de Zoete (NED) | AB-5            |

| GT Krush Tunap BPC | GT Krush Tunap BPC       | GT Krush Tunap BPC |
| ------------------ | ------------------------ | ------------------ |
| Num                | Coureuse                 | Pos                |
| 161                | Henrietta Colborne (GBR) | HD-1               |
| 162                | Inez Beijer (NED)        | 47e                |
| 163                | Marissa Baks (NED)       | AB-7               |
| 164                | Quinty Ton (NED)         | 36e                |
| 165                | Nienke Wasmus (NED)      | 75e                |

| Sans équipe ___ | Sans équipe ___              | Sans équipe ___ |
| --------------- | ---------------------------- | --------------- |
| Num             | Coureuse                     | Pos             |
| 166             | Carola van de Wetering (NED) | AB-3            |

| Farto-BTC FAR | Farto-BTC FAR                 | Farto-BTC FAR |
| ------------- | ----------------------------- | ------------- |
| Num           | Coureuse                      | Pos           |
| 171           | Enara López Gallastegi (ESP)  | 61e           |
| 172           | Diana Pedrosa (POR)           | AB-6          |
| 174           | Carla Fernandez Torres (ESP)  | AB-2          |
| 175           | Maria Del Pilar Jimenez (ESP) | AB-2          |

| Sopela Women's Team SWT | Sopela Women's Team SWT        | Sopela Women's Team SWT |
| ----------------------- | ------------------------------ | ----------------------- |
| Num                     | Coureuse                       | Pos                     |
| 181                     | Alice Coutinho (FRA)           | 52e                     |
| 182                     | Claire Steels (GBR)            | AB-7                    |
| 183                     | Molly Patch (GBR)              | AB-4                    |
| 184                     | Sofía Rodríguez (ESP)          | AB-7                    |
| 185                     | Maria Banlles Santamaria (ESP) | AB-5                    |

| Mat Atom Deweloper MAW | Mat Atom Deweloper MAW         | Mat Atom Deweloper MAW |
| ---------------------- | ------------------------------ | ---------------------- |
| Num                    | Coureuse                       | Pos                    |
| 201                    | Katarzyna Wilkos (POL)         | 61e                    |
| 202                    | Monika Brzeźna (POL)           | 46e                    |
| 203                    | Agnieszka Skalniak-Sójka (POL) | 20e                    |
| 204                    | Kaja Rysz (POL)                | 56e                    |
| 205                    | Ewa Brożyna (POL)              | 60e                    |

| Tibco-Silicon Valley Bank TIB | Tibco-Silicon Valley Bank TIB | Tibco-Silicon Valley Bank TIB |
| ----------------------------- | ----------------------------- | ----------------------------- |
| Num                           | Coureuse                      | Pos                           |
| 1                             | Lauren Stephens (USA)         | AB-5                          |
| 2                             | Nina Kessler (NED)            | 41e                           |
| 3                             | Emily Newsom (USA)            | 73e                           |
| 4                             | Leah Dixon (GBR)              | AB-2                          |
| 5                             | Emma Langley (USA)            | 19e                           |
| 6                             | Veronica Ewers (USA)          | 5e                            |

| Team BikeExchange BEX | Team BikeExchange BEX | Team BikeExchange BEX |
| --------------------- | --------------------- | --------------------- |
| Num                   | Coureuse              | Pos                   |
| 11                    | Amanda Spratt (AUS)   | 21e                   |
| 12                    | Lucy Kennedy (AUS)    | 15e                   |
| 13                    | Jessica Allen (AUS)   | 65e                   |
| 14                    | Ane Santesteban (ESP) | 3e                    |
| 15                    | Janneke Ensing (NED)  | AB-5                  |
| 16                    | Teniel Campbell (TTO) | 57e                   |

| Movistar Team MOV | Movistar Team MOV       | Movistar Team MOV |
| ----------------- | ----------------------- | ----------------- |
| Num               | Coureuse                | Pos               |
| 21                | Alicia González (ESP)   | 48e               |
| 22                | Barbara Guarischi (ITA) | 62e               |
| 23                | Sheyla Gutiérrez (ESP)  | 45e               |
| 24                | Paula Patiño (COL)      | 20e               |
| 25                | Alba Teruel (ESP)       | 53e               |
| 26                | Leah Thomas (USA)       | 1re               |

| Trek-Segafredo TFS | Trek-Segafredo TFS     | Trek-Segafredo TFS |
| ------------------ | ---------------------- | ------------------ |
| Num                | Coureuse               | Pos                |
| 31                 | Lucinda Brand (NED)    | 10e                |
| 32                 | Lizzie Deignan (GBR)   | 13e                |
| 33                 | Lauretta Hanson (AUS)  | AB-7               |
| 34                 | Chloe Hosking (AUS)    | AB-7               |
| 35                 | Elynor Bäckstedt (GBR) | AB-5               |
| 36                 | Ruth Edwards (USA)     | NP-6               |

| Liv Racing LIV | Liv Racing LIV             | Liv Racing LIV |
| -------------- | -------------------------- | -------------- |
| Num            | Coureuse                   | Pos            |
| 41             | Evy Kuijpers (NED)         | 76e            |
| 42             | Ayesha McGowan (USA)       | 50e            |
| 43             | Jeanne Korevaar (NED)      | 6e             |
| 44             | Pauliena Rooijakkers (NED) | 4e             |
| 45             | Sabrina Stultiens (NED)    | AB-6           |

| Alé BTC Ljubljana ALE | Alé BTC Ljubljana ALE   | Alé BTC Ljubljana ALE |
| --------------------- | ----------------------- | --------------------- |
| Num                   | Coureuse                | Pos                   |
| 51                    | Mavi García (ESP)       | 2e                    |
| 52                    | Marta Bastianelli (ITA) | 14e                   |
| 53                    | Maaike Boogaard (NED)   | 33e                   |
| 54                    | Sophie Wright (GBR)     | 24e                   |
| 56                    | Laura Tomasi (ITA)      | NP-7                  |

| A.R. Monex Women's ASA | A.R. Monex Women's ASA          | A.R. Monex Women's ASA |
| ---------------------- | ------------------------------- | ---------------------- |
| Num                    | Coureuse                        | Pos                    |
| 61                     | Adriana Gutierrez Arzaluz (MEX) | 39e                    |
| 62                     | Arlenis Sierra (CUB)            | 8e                     |
| 63                     | Mariia Miliaeva (RUS)           | 74e                    |
| 64                     | Katia Ragusa (ITA)              | 37e                    |
| 65                     | Maria Vittoria Sperotto (ITA)   | 59e                    |
| 66                     | Jade Teolis (FRA)               | 70e                    |

| Arkéa Pro Cycling Team ARK | Arkéa Pro Cycling Team ARK | Arkéa Pro Cycling Team ARK |
| -------------------------- | -------------------------- | -------------------------- |
| Num                        | Coureuse                   | Pos                        |
| 71                         | Pauline Allin (FRA)        | 29e                        |
| 72                         | Amandine Fouquenet (FRA)   | 22e                        |
| 73                         | Lucie Jounier (FRA)        | 34e                        |
| 74                         | Typhaine Laurance (FRA)    | AB-2                       |
| 75                         | Greta Richioud (FRA)       | 31e                        |
| 76                         | Sandra Levenez (FRA)       | 18e                        |

| Massi Tactic MAT | Massi Tactic MAT           | Massi Tactic MAT |
| ---------------- | -------------------------- | ---------------- |
| Num              | Coureuse                   | Pos              |
| 81               | Špela Kern (SLO)           | 9e               |
| 82               | Maaike Coljé (NED)         | AB-2             |
| 83               | Mireia Benito (ESP)        | 27e              |
| 85               | Agua Marina Espínola (PAR) | 56e              |
| 86               | Mireia Trias (ESP)         | 25e              |

| Stade Rochelais Charente-Maritime CMW | Stade Rochelais Charente-Maritime CMW | Stade Rochelais Charente-Maritime CMW |
| ------------------------------------- | ------------------------------------- | ------------------------------------- |
| Num                                   | Coureuse                              | Pos                                   |
| 91                                    | Marion Colard (FRA)                   | 26e                                   |
| 92                                    | Marine Allione (FRA)                  | AB-6                                  |
| 93                                    | Manon Souyris (FRA)                   | 69e                                   |
| 94                                    | Maëva Squiban (FRA)                   | 51e                                   |
| 95                                    | Séverine Eraud (FRA)                  | AB-3                                  |

| Bingoal-Chevalmeire CCT | Bingoal-Chevalmeire CCT | Bingoal-Chevalmeire CCT |
| ----------------------- | ----------------------- | ----------------------- |
| Num                     | Coureuse                | Pos                     |
| 101                     | Thalita de Jong (NED)   | 7e                      |
| 102                     | Demi de Jong (NED)      | AB-7                    |
| 104                     | Rossella Ratto (ITA)    | 35e                     |
| 106                     | Justine Ghekiere (BEL)  | 12e                     |

| Doltcini-Van Eyck-Proximus DVE | Doltcini-Van Eyck-Proximus DVE | Doltcini-Van Eyck-Proximus DVE |
| ------------------------------ | ------------------------------ | ------------------------------ |
| Num                            | Coureuse                       | Pos                            |
| 111                            | Lotte Claes (BEL)              | 16e                            |
| 112                            | Mieke Docx (BEL)               | 49e                            |
| 113                            | Lotte Popelier (BEL)           | AB-6                           |
| 114                            | Nicole Steigenga (NED)         | 54e                            |
| 115                            | Barbara Sniezynska (POL)       | 77e                            |

| Lviv Cycling Team LCW | Lviv Cycling Team LCW   | Lviv Cycling Team LCW |
| --------------------- | ----------------------- | --------------------- |
| Num                   | Coureuse                | Pos                   |
| 121                   | Bronwyn Macgregor (NZL) | 23e                   |
| 122                   | Fiona Turnbull (GBR)    | AB-2                  |
| 123                   | Sophie Enever (GBR)     | 40e                   |
| 124                   | Azulde Britz (RSA)      | 79e                   |
| 125                   | Margarita Lopez (ESP)   | HD-1                  |
| 126                   | Alicia Evans (NZL)      | 46e                   |

| Bepink BPK | Bepink BPK               | Bepink BPK |
| ---------- | ------------------------ | ---------- |
| Num        | Coureuse                 | Pos        |
| 131        | Silvia Valsecchi (ITA)   | 66e        |
| 132        | Henrietta Christie (NZL) | 17e        |
| 133        | Vania Canvelli (ITA)     | 64e        |
| 134        | Kate McCarthy (NZL)      | AB-3       |
| 135        | Nadia Quagliotto (ITA)   | 11e        |
| 136        | Marketa Hajkova (CZE)    | 50e        |

| Top Girls Fassa Bortolo TOP | Top Girls Fassa Bortolo TOP | Top Girls Fassa Bortolo TOP |
| --------------------------- | --------------------------- | --------------------------- |
| Num                         | Coureuse                    | Pos                         |
| 141                         | Elisa Dalla Valle (ITA)     | 72e                         |
| 142                         | Iris Monticolo (ITA)        | 58e                         |
| 144                         | Vanessa Michieletto (ITA)   | 78e                         |
| 145                         | Gaia Masetti (ITA)          | 43e                         |
| 146                         | Giorgia Vettorello (ITA)    | 55e                         |

| NXTG Racing NXG | NXTG Racing NXG       | NXTG Racing NXG |
| --------------- | --------------------- | --------------- |
| Num             | Coureuse              | Pos             |
| 151             | Amelia Sharpe (GBR)   | 42e             |
| 152             | Britt Knaven (BEL)    | 68e             |
| 153             | Charlotte Kool (NED)  | AB-6            |
| 154             | Ilse Pluimers (NED)   | 44e             |
| 155             | Ally Wollaston (NZL)  | 38e             |
| 156             | Mylène de Zoete (NED) | AB-5            |

| GT Krush Tunap BPC | GT Krush Tunap BPC       | GT Krush Tunap BPC |
| ------------------ | ------------------------ | ------------------ |
| Num                | Coureuse                 | Pos                |
| 161                | Henrietta Colborne (GBR) | HD-1               |
| 162                | Inez Beijer (NED)        | 47e                |
| 163                | Marissa Baks (NED)       | AB-7               |
| 164                | Quinty Ton (NED)         | 36e                |
| 165                | Nienke Wasmus (NED)      | 75e                |

| Sans équipe ___ | Sans équipe ___              | Sans équipe ___ |
| --------------- | ---------------------------- | --------------- |
| Num             | Coureuse                     | Pos             |
| 166             | Carola van de Wetering (NED) | AB-3            |

| Farto-BTC FAR | Farto-BTC FAR                 | Farto-BTC FAR |
| ------------- | ----------------------------- | ------------- |
| Num           | Coureuse                      | Pos           |
| 171           | Enara López Gallastegi (ESP)  | 61e           |
| 172           | Diana Pedrosa (POR)           | AB-6          |
| 174           | Carla Fernandez Torres (ESP)  | AB-2          |
| 175           | Maria Del Pilar Jimenez (ESP) | AB-2          |

| Sopela Women's Team SWT | Sopela Women's Team SWT        | Sopela Women's Team SWT |
| ----------------------- | ------------------------------ | ----------------------- |
| Num                     | Coureuse                       | Pos                     |
| 181                     | Alice Coutinho (FRA)           | 52e                     |
| 182                     | Claire Steels (GBR)            | AB-7                    |
| 183                     | Molly Patch (GBR)              | AB-4                    |
| 184                     | Sofía Rodríguez (ESP)          | AB-7                    |
| 185                     | Maria Banlles Santamaria (ESP) | AB-5                    |

| Mat Atom Deweloper MAW | Mat Atom Deweloper MAW         | Mat Atom Deweloper MAW |
| ---------------------- | ------------------------------ | ---------------------- |
| Num                    | Coureuse                       | Pos                    |
| 201                    | Katarzyna Wilkos (POL)         | 61e                    |
| 202                    | Monika Brzeźna (POL)           | 46e                    |
| 203                    | Agnieszka Skalniak-Sójka (POL) | 20e                    |
| 204                    | Kaja Rysz (POL)                | 56e                    |
| 205                    | Ewa Brożyna (POL)              | 60e                    |

Greta Richioud, de Tournon-sur-Rhône, membre de l'équipe ARKEA a prévu de participer à l'édition 2021.

## Présentation

### Comité d'organisation
Le Vélo Club Vallée du Rhône Ardéchoise organise la course. Le directeur de l'organisation est Alain Coureon et son adjoint est Louis Jeannin.

### Règlement de la course

#### Délais
Lors d'une course cycliste, les coureurs sont tenus d'arriver dans un laps de temps imparti à la suite du premier pour pouvoir être classés. Les délais prévus sont de 15 % la plupart des étapes. Les quatrième et cinquième étapes font exception avec 20 %.

#### Classements et bonifications
Le classement général individuel au temps est calculé par le cumul des temps enregistrés dans chacune des étapes parcourues. Le coureur qui est premier de ce classement est porteur du maillot rose. En cas d'égalité au temps, les centièmes de secondes des contre-la-montres sont comptabilisés. Ensuite, la somme des places obtenues sur chaque étape départage les concurrentes.

##### Classement par points
Le maillot vert, récompense le classement par points. Celui-ci se calcule selon le classement lors des arrivées d'étape.
Lors d'une arrivée d'étape, les dix première se voient accorder des points selon le décompte suivant : 15, 10, 8, 7, 6, 5, 4, 3, 2 et 1 point. En cas d'égalité, les coureurs sont prioritairement départagés par le nombre de victoires d'étapes. Si l'égalité persiste, le nombre de victoires à des sprints intermédiaires puis éventuellement la place obtenue au classement général entrent en compte. Pour être classé, un coureur doit avoir terminé la course dans les délais.

##### Classement de la meilleure grimpeuse
Le classement de la meilleure grimpeuse, ou classement des monts, est un classement spécifique basé sur les arrivées au sommet des ascensions répertoriées dans l'ensemble de la course. Elles sont classés en cinq catégories. Les ascensions de hors catégorie rapportent respectivement 15, 12, 10, 8, 6, 4, 3 points aux sept premières. Pour les ascensions de première catégorie, le barème est 10, 8, 6, 4, 3 et 2 points pour les six premières. Pour les ascensions de deuxième catégorie, le barème est 6, 4, 3, 2 et 1 points pour les cinq premières. Pour les ascensions de troisième catégorie, le barème est 3, 2 et 1 points pour les trois premières. Enfin les ascensions de quatrième catégorie rapporte un point à la première. Le premier du classement des monts est détenteur du maillot à pois. En cas d'égalité, les coureurs sont prioritairement départagés par le nombre de premières places aux sommets des ascension hors catégorie, puis première catégorie, puis de deuxième catégorie, etc. Si l'égalité persiste, le critère suivant est la place obtenue au classement général. Pour être classé, une coureuse doit avoir terminé la course dans les délais.

##### Classement des rushs
Le maillot violet, récompense le classement des rushs. Celui-ci se calcule selon le classement lors de sprints intermédiaires. Les quatre premières coureurs des sprints intermédiaires reçoivent respectivement 5, 3, 2 et un point. En cas d'égalité, celle ayant le plus de première place s'impose. En case nouvelle égalité, le classement général départage les concurrentes.

##### Classement de la meilleure jeune
Le classement de la meilleure jeune ne concerne qu'une certaine catégorie de coureuses, celles étant âgées de moins de 23 ans. C'est-à-dire aux coureuses nées après le 1er janvier 2000. Ce classement, basé sur le classement général, attribue au premier un maillot blanc.

##### Classement du combiné
Le classement du combiné attribue un maillot bleu. La position des coureuses dans les classements suivants est prise en compte : classement général, classement des rushs et classement de la montagne. Les places des concurrentes dans ces différents classements sont additionnées. Celle ayant le moins de points mène le classement.

##### Classement par équipes
Le classement par équipes du jour s’établit par l’addition des trois meilleurs temps individuels de chaque équipe. En cas d’égalité, les équipes sont départagées par le nombre de première place au classement par équipes journalier, ensuite par le nombre de deuxième place au classement par équipes du jour, etc.

##### Classement de la combativité
À l'issue de chaque étape, un jury constitué de quatre personnes attribue à la coureuse ayant le plus mérité, le trophée de la combativité. Il attribue un maillot rouge.

##### Répartition des maillots
Chaque coureuse en tête d'un classement est porteuse du maillot ou du dossard distinctif correspondant. Cependant, dans le cas où une coureuse dominerait plusieurs classements, celle-ci ne porte qu'un seul maillot distinctif, selon une priorité de classements. Le classement général au temps est le classement prioritaire, suivi du classement par points, du classement général du meilleur grimpeur, de celui des rushs, de celui du combiné et du classement de la meilleure jeune. Si ce cas de figure se produit, le maillot correspondant au classement annexe de priorité inférieure n'est pas porté par celui qui domine ce classement mais par son deuxième.

#### Primes
Les étapes permettent de remporter les primes suivantes :
| Position | 1er   | 2e    | 3e    | 4e    | 5e    | 6e    | 7e    | 8e    | 9e   | 10e  |
| Prix     | 400 € | 217 € | 150 € | 140 € | 130 € | 120 € | 110 € | 100 € | 90 € | 80 € |

Les coureuses classées de la 11e à la 15e place gagnent 75 €, celles de la 16e à la 20e place 50 €.
Le classement général final attribue les sommes suivantes :
| Position | 1er   | 2e    | 3e    | 4e    | 5e    | 6e    | 7e    | 8e    | 9e    | 10e   | 11e   | 12e   | 13e   | 14e  | 15e  | 16e  | 17e  | 18e  | 19e  | 20e  | 21e  | 22e  | 23e  | 24e  | 25e  |
| Prix     | 824 € | 410 € | 285 € | 221 € | 212 € | 198 € | 184 € | 177 € | 166 € | 146 € | 139 € | 119 € | 107 € | 87 € | 67 € | 50 € | 52 € | 52 € | 52 € | 52 € | 30 € | 30 € | 30 € | 30 € | 30 € |

#### Prix
Le classement de la montagne final attribue les sommes suivantes :
| Position | 1er   | 2e    | 3e   | 4e   | 5e   | 6e   | 7e   | 8e   | 9e   | 10e  |
| Prix     | 140 € | 114 € | 98 € | 84 € | 67 € | 50 € | 46 € | 40 € | 35 € | 27 € |

Le classement de la meilleure jeune attribue les sommes suivantes :
| Position | 1er   | 2e    | 3e   | 4e   | 5e   | 6e   |
| Prix     | 130 € | 100 € | 90 € | 80 € | 70 € | 30 € |

Le classement des rushes attribue les sommes suivantes :
| Position | 1er   | 2e    | 3e    | 4e   | 5e   | 6e   | 7e   | 8e   | 9e   | 10e  | 11e  | 12e  | 13e  | 14e  | 15e  | 16e  | 17e  | 18e  | 19e | 20e |
| Prix     | 175 € | 131 € | 105 € | 88 € | 70 € | 63 € | 49 € | 40 € | 26 € | 18 € | 15 € | 14 € | 14 € | 14 € | 11 € | 11 € | 11 € | 11 € | 9 € | 9 € |

Le classement du combiné attribue les sommes suivantes :
| Position | 1er   | 2e    | 3e   | 4e   | 5e   | 6e   |
| Prix     | 120 € | 100 € | 90 € | 80 € | 70 € | 40 € |

Le classement par points attribue les sommes suivantes :
| Position | 1er  | 2e   | 3e   | 4e   | 5e   |
| Prix     | 90 € | 50 € | 30 € | 20 € | 10 € |

Le classement par équipes attribue les sommes suivantes :
| Position | 1er   | 2e    | 3e   |
| Prix     | 221 € | 133 € | 88 € |

Le super combatif empoche 150 €. La première étape rapport en sus, 500, 300 et 100 € supplémentaires à la vainqueur. Sur la deuxième étape, la prime est 150, 100 et 50 €.